# Гьокче Бахадър
Гьокче Бахадър (на турски: Gökçe Bahadır) е турска актриса. Най-известна е с ролята си на Лейля в сериала „Листопад“.

## Биография и кариера
Гьокче Бахадър е родена на 9 ноември 1981 г. в Истанбул, Турция. Завършва Академията за радио и телевизия в Истанбул. След това учи актьорско майсторство в Центъра за изкуство. От друга страна, радио FM ѝ предлага работа. След като завършва училище печели наградата „Best TV'de VJ’lik“, а след това става водеща на ТВ шоу на Show TV.
Снима се „Сладък живот“, „Beşik Kertmesi“, „Mühürlü Güller“, които стават успешни. Играе ролята на Тьорпю в „Hayat Bilgisi“ и е харесана от публиката. По-късно се снима в няколко детски реклами. Участва в турския сериал „Листопад“ в ролята на Лейля.
Гьокче се омъжва за Али Сунал. Двойката се развежда през февруари 2012 г.

## Филмография

### Кино
| Година | Заглавие                                      | Роля              | Бележки         |
| ------ | --------------------------------------------- | ----------------- | --------------- |
| 2009   | Алвин и чипоносковците 2                      | Британи           | Глас            |
| 2011   | Народът на дядо ми (Dedemin İnsanları)        | Нурдан            | Поддържаща роля |
| 2011   | Кръг (Çember)                                 | Късометражен филм | Главна роля     |
| 2015   | Не ми разказвай приказка (Bana Masal Anlatma) | Нериман           | Гост актьор     |
| 2016   | Любовен сън (Aşk Uykusu)                      | Йонджа            | Главна роля     |

### Телевизия
| Година      | Заглавие                                                             | Роля           | Бележки             |
| ----------- | -------------------------------------------------------------------- | -------------- | ------------------- |
| 2001        | Сладък живот (Tatlı Hayat)                                           | Фулден         | Поддържаща роля     |
| 2002        | Beşik Kertmesi                                                       |                | Гост актьор         |
| 2003        | Mühürlü Güller                                                       | Окшан          | Гост актьор         |
| 2003 – 2005 | Наука за живота (Hayat Bilgisi)                                      | Тьорпю Йелиз   | Поддържаща роля     |
| 2004        | Yol Palas Cinayeti                                                   |                | ТВ Филм             |
| 2005        | Yine de Aşığım                                                       | Аслъ           |                     |
| 2006 – 2010 | Листопад (Yaprak Dökümü)                                             | Лейля Текин    | Поддържаща роля     |
| 2009        | Проницателното момиче Кадифе (Hırçın Kız Kadife)                     | Кадифе         | ТВ Филм             |
| 2011        | Без теб не става (Sensiz Olmaz)                                      | Бегюм          | Поддържаща роля     |
| 2012        | 5'er Beşer                                                           | Азизе          | Гост актьор         |
| 2012 – 2013 | Изгубеният град (Kayıp Şehir)                                        | Айсел          | Главна роля         |
| 2013 – 2015 | Пазете тази тайна между нас (Aramızda Kalsın)                        | Ядигяр         | Главна роля         |
| 2015 – 2016 | Спомни си, Гьонюл (Hatırla Gönül)                                    | Гьонюл Челик   | Главна роля         |
| 2017        | Името му е легенда (Adı Efsane)                                      | Бахар          | Главна роля         |
| 2017 – 2018 | Малки убийства (Ufak Tefek Cinayetler)                               | Д-р Оя Токсьоз | Главна роля         |
| 2020        | Обадете се на агента ми (Menajerimi Ara)                             | Камео          | Епизодична роля     |
| 2021 – 2022 | Всичко за Брака (Evlilik Hakkında Her Şey)                           | Азра Джевхер   | Главна роля         |
| 2021        | Новогодишно издание на Гласът на Турция (O Ses Türkiye Yılbaşı Özel) | Камео          | Гостуващ изпълнител |
| 2023 - 2024 | Йомер (Ömer)                                                         | Гамзе          | Главна роля         |

### Интернет сериали
| Година      | Заглавие     | Роля    | Бележки     |
| ----------- | ------------ | ------- | ----------- |
| 2021 – 2023 | Клуб (Kulüp) | Матилда | Главна роля |

### Театър
| Година      | Заглавие  | Роля |
| ----------- | --------- | ---- |
| 2014 – 2015 | Kuru Sıkı |      |

### Реклами
| Година | Реклама |
| ------ | ------- |
| 2010   | Penti   |
| 2010   | Zeytin  |

|  | Тази страница частично или изцяло представлява превод на страницата Gökçe Bahadır в Уикипедия на турски. Оригиналният текст, както и този превод, са защитени от Лиценза „Криейтив Комънс – Признание – Споделяне на споделеното“, а за съдържание, създадено преди юни 2009 година – от Лиценза за свободна документация на ГНУ. Прегледайте историята на редакциите на оригиналната страница, както и на преводната страница, за да видите списъка на съавторите. ВАЖНО: Този шаблон се отнася единствено до авторските права върху съдържанието на статията. Добавянето му не отменя изискването да се посочват конкретни източници на твърденията, които да бъдат благонадеждни. |